# Лъв IX
Лъв IX (на латински: Leo PP. IX), роден като Бруно фон Егисхайм-Дагсбург (на немски: Bruno von Egisheim-Dagsburg), е римски папа от 12 февруари 1049 г. до смъртта си на 19 април 1054 г. Канонизиран е като светец от католическата църква, с празник на 19 април. Лъв IX е смятан за исторически най-значимият немски папа през Средновековието.
Бъдещият папа е родом от Егисхайм, горен Елзас, тогава в пределите на Свещената Римска империя, но днес на територията на Франция. Той е син на граф Хуго IV фон Нордгау (970 – 1048) и съпругата му графиня Хайлвиг фон Дагсбург-Егисхайм (980 – 1046). Семейството му е знатно и неговият баща е роднина на император Конрад II (1024 – 1039). Освен това Лъв IX e и втори братовчед на император Хайнрих III (1039 – 1056).
Лъв IX става епископ в Тул (1026 – 1049), благодарение на влиянието на Хайнрих III, избран в Вормс. Той полага началото на споровете по повод инвеститурата и безбрачието на духовниците. През 1053 г. е взет в плен от норманите.
През 1054 г. Лъв IX изпраща в Константинопол легати, начело с кардинал Хумберт, за разрешаване на конфликта, началото на който е положено със закриването през 1053 г. на латинските църкви в Константинопол по разпореждане на патриарх Михаил Керуларий.
Не успели да намерят път към примирие, 3 месеца след смъртта на Лъв IX 16 юли 1054 г. в църквата Света София папските легати обявили низложението на Кируларий и неговото отлъчване от Църквата. В отговор, на 20 юли патриархът предава анатема на легатите. Така завършва разделянето на църквата на Католическа и Православна.